# Pierre Njanka
Pierre Djaka Njanka-Beyaka (ur. 15 marca 1975 w Duali) – piłkarz, Kameruńczyk, gra na pozycji obrońcy.

## Życiorys
Swoją karierę rozpoczynał w kameruńskim Olympicu Mvolyé. W sezonie 1998/1999, po Mistrzostwach Świata 1998 dostał ofertę ze szwajcarskiego Neuchâtel Xamax, gdzie występował przez jeden sezon ze swoimi rodakami, Josephem Ndo i Augustine Simo. 24 mecze rozegrane na szwajcarskich boiskach i dobra gra w defensywie wystarczyły, by otrzymać ofertę z Francji. Po dwóch zawodników Xamaxu: Njanke i Ndo zgłosił się RC Strasbourg i obydwaj zmienili barwy klubowe. Na boiskach Ligue 1 zadebiutował 31 lipca 1999 roku podczas meczu z RC Lens wygranego 1:0 przez ekipę ze Strasbourga. Rozegrał dwa pełne sezony w barwach klubu ze Stade de la Meinau, zdobywając Puchar Francji w 2001 roku. W połowie sezonu 2001/2002 został wypożyczony na pół roku do angielskiego Portsmouth. Po sezonie wrócił do Francji, a na półmetku rozgrywek 2002/2003 zmienił barwy klubowe na CS Sedan (debiutował z Le Havre AC, 17 sierpnia w zremisowanym 1:1 meczu), z którym spadł do Ligue 2 i przez dwa lata występował na zapleczu, co nie przeszkodziło mu dojść aż do finału Pucharu Francji. Sedan jednak przegrał z AJ Auxerre 1:2. Kolejnym klubem Njanki był spadkowicz z Ligue 1 – FC Istres. Rozegrał tam 14 meczów i odszedł do tunezyjskiego Club Africain Tunis. W sezonie 2007/2008 był zawodnikiem saudyjskiego Al-Wahda Mekka. Z kolei w połowie 2008 roku wyjechał do Indonezji. Tam występował w Persiji Dżakarta, a w 2009 roku został piłkarzem Aremy Malang. Grał też w Atjeh United, Mitra Kukar FC i Persisam Putra Samarinda.
Njanka ma za sobą udział na dwóch Mundialach, w 1998 i 2002 roku. Podczas MŚ we Francji rozegrał wszystkie trzy spotkania w pełnym wymiarze czasowym, a w meczu z Austrią wpisał się na listę strzelców, dając Kamerunowi prowadzenie w 77 minucie meczu. W 90 wyrównał Anton Polster i mecz zakończył się remisem. W meczu z Włochami został ukarany żółtą kartką. Natomiast podczas Mistrzostw w Korei i Japonii rozegrał tylko 84 minuty wygranego 1:0 meczu z Arabią Saudyjską. Został zmieniony przez Pierre’a Womé. Ma za sobą również udział w Pucharze Konfederacji 2003. Kamerun wywalczył tam drugie miejsce, w finale przegrywając z Francją. Decydującego (jeszcze wtedy) złotego gola strzelił w 97 minucie Thierry Henry. W 2002 roku Njanka ze swoją reprezentacją zdobył Puchar Narodów Afryki, w meczu o złoto pokonując Senegal 3:2. Łącznie rozegrał w reprezentacji Kamerunu 37 meczów i strzelił 2 bramki.
| Sezon   | Klub                     | Kraj             | Rozgrywki              | Mecze | Bramki |
| ------- | ------------------------ | ---------------- | ---------------------- | ----- | ------ |
| 1995    | Olympic Mvolyé           | Kamerun          | Première Division      | ?     | ?      |
| 1996    | Olympic Mvolyé           | Kamerun          | Première Division      | ?     | ?      |
| 1997    | Olympic Mvolyé           | Kamerun          | Première Division      | ?     | ?      |
| 1998    | Olympic Mvolyé           | Kamerun          | Première Division      | ?     | ?      |
| 1998/99 | Neuchâtel Xamax          | Szwajcaria       | Swiss Super League     | 24    | 0      |
| 1999/00 | RC Strasbourg            | Francja          | Ligue 1                | 25    | 0      |
| 2000/01 | RC Strasbourg            | Francja          | Ligue 1                | 20    | 0      |
| 2001/02 | RC Strasbourg            | Francja          | Ligue 2                | 0     | 0      |
| 2001/02 | Portsmouth               | Anglia           | Championship           | 0     | 0      |
| 2002/03 | RC Strasbourg            | Francja          | Ligue 1                | 0     | 0      |
| 2002/03 | CS Sedan                 | Francja          | Ligue 2                | 9     | 0      |
| 2004/05 | CS Sedan                 | Francja          | Ligue 2                | 20    | 0      |
| 2005/06 | FC Istres                | Francja          | Ligue 2                | 14    | 0      |
| 2005/06 | Stade Tunisien           | Tunezja          | Championnat de Tunisie | 5     | 0      |
| 2006/07 | Club Africain Tunis      | Tunezja          | Championnat de Tunisie | ?     | ?      |
| 2007/08 | Al-Wahda Mekka           | Arabia Saudyjska | I liga                 | ?     | ?      |
| 2008/09 | Persija Dżakarta         | Indonezja        | Super League           | 27    | 0      |
| 2009/10 | Arema Malang             | Indonezja        | Super League           | 31    | 6      |
| 2010/11 | Arema Malang             | Indonezja        | Super League           | 8     | 4      |
| 2010/11 | Atjeh United             | Indonezja        | Super League           | 12    | 2      |
| 2011/12 | Mitra Kukar FC           | Indonezja        | Super League           | 11    | 1      |
| 2011/12 | Persisam Putra Samarinda | Indonezja        | Super League           | 14    | 1      |
| 2012/13 | Persisam Putra Samarinda | Indonezja        | Super League           | 15    | 1      |